# Saint-Martin-du-Mont (Costa d'Or)
Saint-Martin-du-Mont és un municipi francès, situat al departament de la Costa d'Or i a la regió de Borgonya - Franc Comtat. L'any 2007 tenia 436 habitants.

## Demografia
El 2007 la població de fet de Saint-Martin-du-Mont era de 436 persones. Hi havia 154 famílies, de les quals 34 eren unipersonals (21 homes vivint sols i 13 dones vivint soles), 34 parelles sense fills, 73 parelles amb fills i 13 famílies monoparentals amb fills.

## Economia
El 2007 la població en edat de treballar era de 276 persones, 210 eren actives i 66 eren inactives. De les 210 persones actives 205 estaven ocupades (105 homes i 100 dones) i 5 estaven aturades (1 home i 4 dones). De les 66 persones inactives 25 estaven jubilades, 30 estaven estudiant i 11 estaven classificades com a «altres inactius». El 2007 hi havia 205 habitatges, 163 habitatges principals, 16 segones residències i 26 estaven desocupats. Tots eren cases.

### Ingressos
El 2009 a Saint-Martin-du-Mont hi havia 175 unitats fiscals que integraven 436 persones, la mediana anual d'ingressos fiscals per persona era de 19.897 €.

### Activitats econòmiques
Dels 14 establiments que hi havia el 2007, hi havia dues empreses extractives, una empresa de construcció, 4 empreses de comerç i reparació d'automòbils, 3 empreses de transport, una empresa financera, dues empreses de serveis i una empresa diversa.
L'any 2000 hi havia divuit explotacions agrícoles que conreaven un total de 2.128 hectàrees.